# 伊利扎維爾 (印地安納州)
伊利扎維爾（英語：Elizaville）是位於美國印地安納州布恩縣的一個非建制地區。該地的面積和人口皆未知。

## 地理
伊利扎維爾的座標為40°07′36″N 86°22′33″W / 40.12667°N 86.37583°W，而該地的平均海拔高度為284米（即932英尺）。